# Dicranota (Paradicranota) flammatra
Dicranota (Paradicranota) flammatra is een tweevleugelige uit de familie Pediciidae. De soort komt voor in het Palearctisch gebied.